# 小行星6364
小行星6364（6364 Casarini）是一颗绕太阳运转的小行星，为主小行星带小行星。该小行星于1981年3月5日发现。

## 轨道参数
小行星6364的轨道半长轴为2.7485543 UA，离心率为0.251。